# Hvítserkur

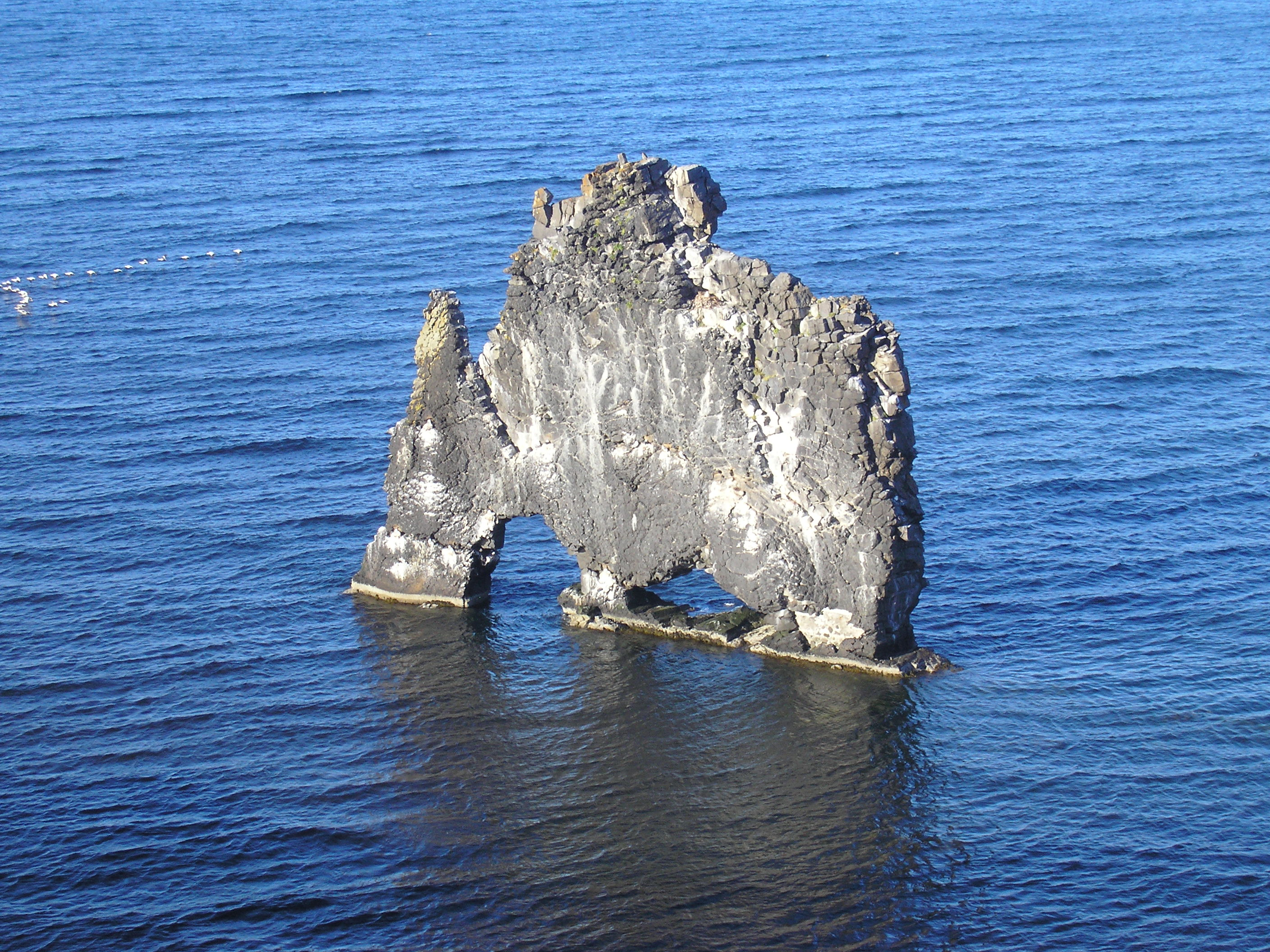
Hvítserkur

Hvítserkur (in islandese: camicia da notte bianca) è un faraglione di origine basaltica sulla costa orientale della penisola di Vatnsnes nel nord-ovest dell'Islanda, raggiungibile con la Vatnsnesvegur. Il nome deriva dal colore del guano degli uccelli (gabbiani e fulmari) che nidificano numerosi sulla formazione rocciosa.
Lo sperone è alto circa 15 metri e i due fori alla base gli conferiscono l'aspetto di un drago che si abbevera. Secondo la tradizione locale, Hvítserkur era in realtà un troll della costa di Strandir. Una sera, esasperato dal suono delle campane del convento di Þingeyrarklaustur, egli decise di andare a distruggere le campane ma, poiché aveva calcolato male il tempo necessario per raggiungere la chiesetta, l'alba lo sorprese prima che gli fosse possibile raggiungere un rifugio, e i raggi del sole lo pietrificarono per sempre (cosa fisiologica per i troll della mitologia norrena).